# 엄지공주

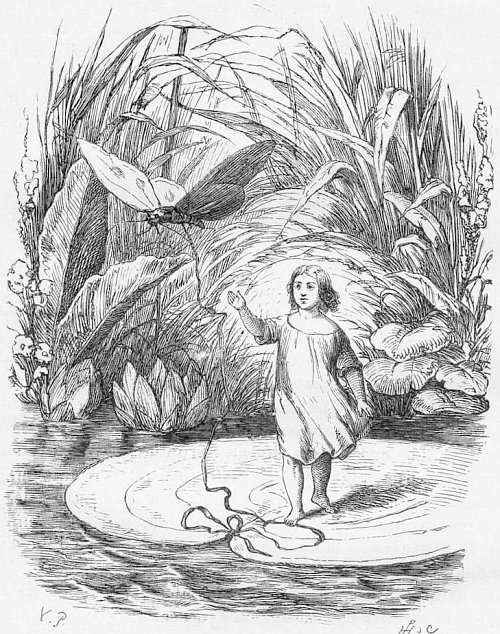
빌헬름 페데르센(Vilhelm Pedersen)이 그린 《엄지공주》 삽화

《엄지공주》(덴마크어: Tommelise, 영어: Thumbelina)는 한스 크리스티안 안데르센이 지은 동화이다. 1835년 12월 16일에 안데르센이 《장난꾸러기 소년》, 《길동무》와 함께 발표했으며 안데르센의 고향인 오덴세의 전원 풍경을 배경으로 한다.

## 줄거리
어느날 마법사로부터 씨앗을 받은 여인이 자신의 집에서 튤립을 심었다. 며칠 뒤 여인이 심은 튤립에서 여자 아이가 태어났다. 여인은 튤립에서 태어난 여자 아이의 키가 엄지손가락만큼 작다고 해서 여자 아이의 이름을 "엄지공주"라고 지었다.
어느날 엄지공주는 자신의 집에서 잠을 자던 도중에 두꺼비에게 납치되었고 연못가에 있는 연꽃에 버려지고 만다. 연못에서 살고 있던 물고기들이 연꽃의 줄기를 끊으면서 엄지공주는 연못을 탈출할 수 있었지만 풍뎅이에게 납치되고 만다. 엄지공주는 풍뎅이들로부터 조롱의 대상이 되고 만다.
겨울이 되자 엄지공주는 들쥐 할머니가 사는 집에 살면서 들쥐 할머니의 손에서 자랐지만 옆집에 살던 부자 두더지는 엄지공주와 결혼할 것을 강요했다. 그렇지만 엄지 공주는 두더지의 집에서 병으로 고생하고 있던 제비를 치료했고 봄이 되면서 제비와 함께 꽃의 나라로 가게 된다. 엄지공주는 꽃의 나라에 살던 왕자와 결혼하게 된다.